# 長岌
長岌（ちょうきゅう、天文11年4月4日（1542年5月28日） - ?）は、戦国時代の人物。諏訪氏当主の諏訪頼重と武田信玄の妹・禰々の嫡子。幼名・寅王丸、後に千代宮丸と改名。

## 人物
戦国期に甲斐国守護の武田氏と信濃国諏訪郡領主諏訪氏は抗争を繰り広げていたが天文4年（1532年）に和睦し、天文9年（1540年）11月29日には同盟関係の証として武田信虎の三女禰々が諏訪頼重に嫁ぐ（『神使御頭之日記』）。その後、武田氏と諏訪氏は同盟し小県郡侵攻などを行っているが、天文10年（1541年）に7月に頼重は上野国の関東管領上杉憲政の信濃佐久郡侵攻に際して武田方に独断で憲政と和睦し、所領の分割を行う（『神使御頭之日記』）。武田氏では同年6月に晴信が当主となっているが、晴信はこの盟約違反を理由に諏訪氏との同盟を破棄したと考えられており、天文11年（1542年）7月には諏訪侵攻を開始する。寅王はこの最中の同年4月4日に誕生しており、寅年生まれのために寅王丸と命名された（『守矢頼真書留』）。
頼重は同年7月に甲府へ護送されて自害し、幼い寅王丸と生母の禰々は甲斐国へ帰国し、この際に名を千代宮丸と改名したという。同年9月、諏訪郡においては諏訪氏庶流で諏訪侵攻において共同し諏訪領を分割した高遠頼継が武田領に侵攻するが、晴信は幼い寅王を推戴して諏訪一族を統合し、9月25日の諏訪宮川橋の戦いにおいて頼継勢を撃退する（『高白斎記』）。その後は僧籍に入った。
武田氏は信濃支配において征服した信濃諸族に一族の子弟を養子として懐柔する方策を取っているが、諏訪氏においても天文15年（1546年）には寅王の異母姉にあたる諏訪御料人と晴信との間に生まれた四郎（諏訪勝頼、武田勝頼）が諏訪家を継承する。近世の諏訪系図においては、大叔父の諏訪満隆が反乱を起こし、それに前後して長岌も今川義元を頼って亡命しようと試みたが、露見したために捕えられて殺されたとする説を伝えている。
あるいは、天文22年（1553年）に越後へ出奔し、上杉謙信に、その美貌と胆力とを愛され、春日山城内に住むことを許されて優遇されたと伝えられる。
一説に、東北に逃れたとの話もある。
玉の湯温泉（福島県大熊町大字野上字湯の神）に伝わる伝承諏訪頼重と武田信玄の妹・禰々の子 諏訪頼貞（玉林坊）は、戦いの果て流浪し野上の里に辿り着き、氏神諏訪大明神を祭り土着。慶長元年（1596年）、豊臣秀吉の命により金山を探しに来た山伏金場源五郎が玉林坊の草庵を訪れ、二人は野上川上流に温泉を発見する。

## 関連作品
- 風林火山（2007年、NHK大河ドラマ、演：柄本佑（少年時代：澁谷武尊））